# Florestan Riou
Pour les articles homonymes, voir Riou.
Florestan Riou, né le 23 juin 2001, est un trampoliniste français.
Aux Championnats d'Europe 2021 à Sotchi, il remporte la médaille de bronze par équipes avec Allan Morante, Julian Chartier et Josuah Faroux.
Il est champion d'Europe 2022 par équipes à Rimini avec Allan Morante, Pierre Gouzou et Morgan Demiro-o-Domiro.
Il est vice-champion du monde 2022 par équipes à Sofia avec Allan Morante, Pierre Gouzou et Julian Chartier et médaillé de bronze en trampoline synchronisé avec Pierre Gouzou.